# Maîtresse royale
Pour les articles homonymes, voir Favorite.
 (décembre 2022).
 (août 2013).

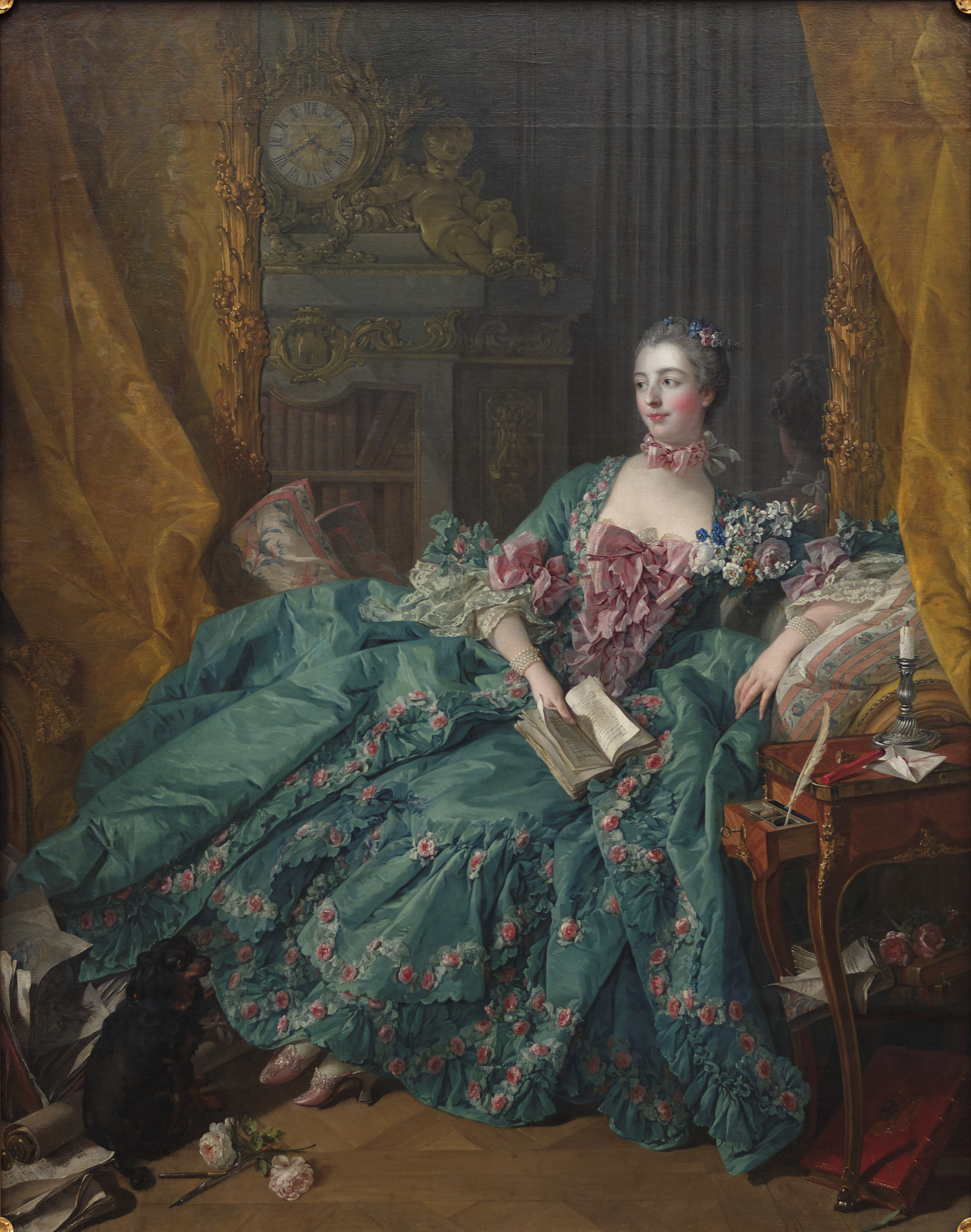
Madame de Pompadour, favorite du roi de France et de Navarre, Louis XV.

Depuis le Moyen Âge, il est fréquent de voir les rois, dont les mariages sont habituellement politiques, entretenir une ou plusieurs maîtresses royales appelées aussi favorites. Le fait est même prétexte de gloire ; les monarques sans maîtresse suscitent davantage de moqueries que de respect comme pour Louis XVI. Le statut de maîtresse royale est également envié, particulièrement à partir de Louis XIV, qui honore ses conquêtes de terres, de demeures ou de rentes à vie.
Les rois les plus entourés furent sûrement les rois de France Henri IV, judicieusement surnommé le Vert-Galant, Louis XIV et son arrière-petit-fils, Louis XV.
Les maîtresses royales, personnes centrales de la vie de cour, sollicitées par les courtisans, ont bien souvent eu un rôle politique :
- Odette de Champdivers était la seule à pouvoir approcher Charles VI dit le Fol durant ses crises de folie ;
- Diane de Poitiers a eu un rôle d’instructrice, puis de conseillère auprès d’Henri II dont elle était l'aînée de vingt ans ;
- Madame de Maintenon a épousé son amant (Louis XIV), et l’a conseillé dans sa politique, après avoir été la gouvernante de ses enfants adultérins nés de Madame de Montespan ;
- Madame de Pompadour a favorisé ou arrêté la carrière de plusieurs ministres, plaidé et appuyé des guerres ou des alliances, régenté la vie de la cour de Versailles pendant vingt ans, encouragé et supervisé plusieurs constructions (la place de la Concorde et le Petit Trianon notamment) et organisé un véritable mécénat culturel.

## Listes

### Maîtresses royales
- Liste des maîtresses des empereurs germaniques
- Liste des maîtresses et amants des souverains de Grande-Bretagne
- Liste des maîtresses des rois d'Espagne
- Liste des maîtresses des souverains de France
- Liste des maîtresses et amants des souverains russes
- Liste des maîtresses et amants des souverains suédois

### Maîtresses de souverains
- Lucrèce Landriani, maîtresse de Galéas Marie Sforza, duc de Milan
- Marie-Françoise-Catherine de Beauvau-Craon, maîtresse de Stanislas Leszczynski, duc de Lorraine
- Lola Montez, maîtresse du roi Louis Ier de Bavière